# Aquanaut (computerspel uit 1995)
Aquanaut is een computerspel dat werd uitgegeven door F1 Licenceware. Het spel kwam in 1995 uit voor de Commodore Amiga. Het spel is een multi-directioneel scrollende Shoot 'em up met projectie vanaf de zijkant. Hierdoor lijkt het minder op R-Type (1988), maar meer op Blood Money (1989). Tijdens het spel kan het ruimteschip worden verbeterd door middel van power-ups.

## Ontvangst
Het spel werd overwegend positief ontvangen:
| Beoordeeld door | Jaar | Score |
| --------------- | ---- | ----- |
| CU Amiga-64     | 1990 | 83%   |
| Info 32         | 1990 | 80%   |
| Amiga Computing | 1990 | 75%   |
| AUI             | 1990 | 74%   |
| Amiga Mania     | 1992 | 65%   |